# 莫洛托夫計劃

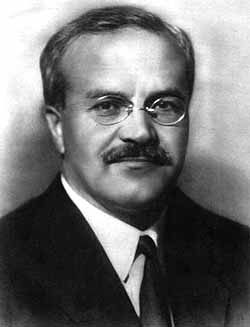
莫洛托夫計劃提出者維亞切斯拉夫·莫洛托夫

莫洛托夫計劃是1947年由苏联所創立的經濟互助組織，最初也被称呼为“兄弟计划”。这是一項參與國與蘇聯的雙邊貿易協定，協助社會主義國家的經濟發展。計劃目標是提供重建物資援助給東歐國家，協助東歐各國重建經濟，務求令其衛星國在政治及經濟上與蘇聯看齊。
蘇聯外長維亞切斯拉夫·莫洛托夫在政治因素考慮下拒絕了美國的马歇尔计划，因此在铁幕下的東歐國家不能加入马歇尔计划。為了避免東歐國家參與马歇尔计划，莫洛托夫決定推出莫洛托夫計劃，該計劃可被視為蘇聯版本的马歇尔计划，旨在反擊马歇尔计划。這能使歐洲國家不再一面倒地依靠美國的經濟援助，及可以與蘇聯進行更緊密的貿易。莫洛托夫計劃最終擴充并发展为了經濟互助委員會。

## 參與國

莫洛托夫计划成員國地圖

## 參與國[4]
參與國為蘇聯及其東歐衛星國。
| 東方集團成員國         | 所屬地位       | 官方語言          |
| ---------------------- | -------------- | ----------------- |
| 苏联                   | 東方集團成員國 | 俄語              |
| 保加利亞人民共和國     | 東方集團成員國 | 保加利亞語        |
| 罗马尼亚社会主义共和国 | 東方集團成員國 | 羅馬尼亞語        |
| 东德                   | 東方集團成員國 | 德語              |
| 匈牙利人民共和国       | 東方集團成員國 | 匈牙利語          |
| 波蘭人民共和國         | 東方集團成員國 | 波蘭語            |
| 捷克斯洛伐克           | 東方集團成員國 | 捷克語 斯洛伐克語 |